# باك تي هاوس
باك شاي هاوس هو مقهى شاي ثقافي يقع في لاهور في البنجاب بباكستان، يُعرف ارتباطه بالأكاديميين التقدميين واليساريين المثقفين في جنوب آسيا.
يرتاد المقهى عدد من الشخصيات الفنية والثقافية والأدبية في البلاد، تأسس المقهى من قبل عائلة من السيخ في عام 1940 وسرعان ما اكتسب اسمه الحالي بعد تقسيم الهند عام 1947. تدخلت محكمة لاهور العليا وقضت بإعادة افتتاح المقهى في عام 2013. يشتهر المكان بكونه مسقط رأس الحركة الأدبية المؤثرة، وحركة الكتاب التقدميين، ويوصف المكان بأنه «بيت الكتاب والمفكرين الذين يخدمون الأمة بغير أنانية».